# Phorbas
Phorbas Duchassaing & Michelotti, 1864 è un genere di spugne della famiglia Hymedesmiidae (classe Demospongiae).

## Tassonomia
Comprende le seguenti specie:
- Phorbas acanthochela (Koltun, 1964)
- Phorbas amaranthus Duchassaing & Michelotti, 1864
- Phorbas arborescens (Ridley, 1884)
- Phorbas arbuscula (Lendenfeld, 1888)
- Phorbas areolatus (Thiele, 1905)
- Phorbas baffini (Brøndsted, 1933)
- Phorbas bardajii (Uriz, 1988)
- Phorbas benguelensis (Uriz, 1984)
- Phorbas bihamiger (Waller, 1878)
- Phorbas caespitosus (Carter, 1885)
- Phorbas californiana (de Laubenfels, 1932)
- Phorbas clathratus (Lévi, 1963)
- Phorbas clathrodes (Dendy, 1922)
- Phorbas dayi (Lévi, 1963)
- Phorbas demonstrans (Topsent, 1890)
- Phorbas dendyi (Topsent, 1890)
- Phorbas dives (Topsent, 1891)
- Phorbas domini (Boury-Esnault & van Beveren, 1982)
- Phorbas epizoaria (Lévi, 1958)
- Phorbas equiosculatus (Pansini, 1987)
- Phorbas erectus Lévi, 1993
- Phorbas ferrerhernandezi van Soest, 2002
- Phorbas fibrosus (Lévi, 1963)
- Phorbas fibulatus (Topsent, 1893)
- Phorbas fictitioides (Dendy & Frederick, 1924)
- Phorbas fictitius (Bowerbank, 1866)
- Phorbas frutex Pulitzer-Finali, 1993
- Phorbas fulvus (Bergquist & Fromont, 1988)
- Phorbas fusifer (Ridley & Dendy, 1887)
- Phorbas glaberrimus (Topsent, 1917)
- Phorbas gravidus (Dendy, 1896)
- Phorbas gukhulensis Sim & Kim, 2004
- Phorbas hoffmani (Bakus, 1966)
- Phorbas intermedia Bergquist, 1961
- Phorbas kovdaicum (Rezvoj, 1925)
- Phorbas lamellatus (Lévi, 1963)
- Phorbas lieberkuehni (Burton, 1930)
- Phorbas longurioides (Burton, 1932)
- Phorbas megasigma Rios & Cristobo, 2007
- Phorbas mercator (Schmidt, 1868)
- Phorbas microchelifer (Cabioch, 1968)
- Phorbas mollis (Kirkpatrick, 1903)
- Phorbas nexus (Koltun, 1964)
- Phorbas osculosus (Topsent, 1892)
- Phorbas palmatus Pulitzer-Finali, 1993
- Phorbas papillatus (Dendy, 1922)
- Phorbas papillosa (Arnesen, 1903)
- Phorbas paucistylifer Koltun, 1958
- Phorbas paupertas sensu Boury-Esnault, 1971
- Phorbas perarmatus (Bowerbank, 1866)
- Phorbas plumosus (Montagu, 1818)
- Phorbas posidoni Voultsiadou-Koukoura & van Soest, 1991
- Phorbas punctatus Picton & Goodwin, 2007
- Phorbas purpureus (Carter, 1886)
- Phorbas pustulosa (Carter, 1882)
- Phorbas ramosus (Lendenfeld, 1888)
- Phorbas repens (Topsent, 1904)
- Phorbas roemeri (Hentschel, 1929)
- Phorbas roxasi (de Laubenfels, 1935)
- Phorbas salebrosus Koltun, 1958
- Phorbas scabida (Vacelet, Vasseur & Lévi, 1976)
- Phorbas stylifer Burton, 1959
- Phorbas tailliezi Vacelet & Perez, 2008
- Phorbas tenacior (Topsent, 1925)
- Phorbas tenuis (Cuartas, 1992)
- Phorbas tenuispiculatus (Dendy, 1896)
- Phorbas thela (Vosmaer, 1880)
- Phorbas tokushima (Tanita, 1970)
- Phorbas topsenti Vacelet & Perez, 2008
- Phorbas uncifer (Dendy, 1896)